# Казачья бригада «Сибирь»
Казачья бригада «Сибирь» — добровольческое разведывательно-штурмовое соединение псевдо-частной военной компании «Редут». Находится формально в составе Добровольческого корпуса.

## История
Казачья бригада «Сибирь» создана 28 августа 2023 года на базе казачьего отряда «Сибирь» (командир О. В. Ликонцев). В состав бригады вошли отряды «Енисей», «Сибирь», дополнительно формировались «Ангара» и «Иртыш». По традиции казачьих бригад Добровольческого штурмового корпуса, входящие в состав отряды носят имена тех рек, где находится казачье войсковое общество вокруг которого формируется соединение.
Казачья бригада Сибирь пополняется выходцами из Сибирского, Енисейского и Иркутского казачьих войсковых обществ.
11 сентября 2023 года отряд «Енисей» действовал в районе Бахмута. 15 ноября отряд «Сибирь» был замечен в районе Клещеевки, рядом с Бахмутом.
3 февраля 2024 года бригада действовала в районе Соледара.

## Отличившиеся воины
- Ликонцев, Олег Валерьевич